# Трајко Стаменковић
Трајко Стаменковић (Лесковац, 11. мај 1909 — Београд, 11. август 1942) био је комунистички револуционар и учесник Народноослободилачке борбе и народни херој Југославије.

## Биографија
Рођен је 11. маја 1909. године у Лесковцу. Основну школу завршио је у родном месту, а гимназију осим у Лесковцу, наставио је у Куманову и Велесу. Пресудан утицај на његово опредељење имао је гимназијски професор у Куманову, Милан Мијалковић. У јесен 1927. године, уписао се на Правни факултет у Београду. Године 1928, постао је члан Комунистичке партије Југославије.
У лето 1929. године, свратио је у Куманово да би предао неке задатке тамошњој партијској организацији, али су ту он и његов професор Милан Мијалковић били ухапшени августа 1929. године. Осуђен је на четири године робије, коју је издржао у Сремској Митровици и Лепоглави.
После издржане робије, настанио се у Београду (где су му се родитељи преселили) и прикључио се раду београдске партијске организације. На Покрајинској партијској конференцији, септембра 1934. године, изабран је за секретара ПК КПЈ за Србију. Организовао је интензиван партијски рад, те низ илегалних и легалних састанака и штрајкова.
Организација је била проваљена у новембру 1935. године, и Трајко је био ухапшен, заједно са већом групом руководећих људи. Био је осуђен на шест година робије. Казну је издржавао у Сремској Митровици, Марибору, Нишу, па поново у Митровици. Учествовао је у једанаестодневном штрајку глађу, октобра 1936. године, у Сремској Митровици. Затвореници су штрајком успели да поправе свој положај. За време штрајка, Трајко је био теже оболео, али је оздравио.
Кад је избио рат, Немци су осуђене комунисте предали усташама. Знајући да неће дуго остати живи, група од око тридесет затвореника је успешно организовала бекство, копајући подземне канале. Трајко је такође побегао, тако да се до почетка септембра нашао на Фрушкој гори. После месец дана, пребацио се у Мачву. Тамо је прво био у Ваљевском, па у Ужичком одреду.
По ослобођењу Ужица, биран је у Главни народноослободилачки одбор за Србију. Децембра 1941. године, прешао је из Ужица у Санџак, а одатле је са групом кадрова упућен у Србију. Био је одређен за партијски рад у Нишу.
На путу до новог задатка, Трајко је са још неколико партизана, почетком априла 1942. у близини Љубића код Чачка, упао у четничку заседу. Четници су га одмах упутили Специјалној полицији у Београд, након чега је предат Гестапоу. Месецима је био подвргнут мучењу у Бањичком логору. Стрељан је 11. августа 1942. године.
Указом Президијума Народне скупштине ФНР Југославије 14. децембра 1949. проглашен је за народног хероја.
Данас у Лесковцу постоји основна школа Трајко Стаменковић основана 1984. године.